# مجلة أخبار الفنانات
مجلة أخبار الفنانات (من المجلد 1 حتى المجلد 17) هي مجلة نسوية تم إنتاجها بين عامي 1975 و 1992 في مدينة نيويورك.

## تاريخالمجلة
أُنشئت المجلة في عام 1975، وقامت بتحريرها ناشطة حقوق المرأة سينثيا نافاريتا تحت رعاية شركة ميدمارش إلى جانب طاقم من الكتاب المتطوعين والمصورين ومصممي الجرافيك. تعمل النشرة الإخبارية كمساحة لتبادل المعلومات والتواصل بين مجتمع الفنانات، وتنشر مقالات عن الكتب وقوائم المتاحف وقوائم المعارض وقوائم الأحداث والمقابلات والمعلومات الإخبارية وغيرها من الأخبار المتنوعة المرتبطة بالفن والنسوية وقضايا المرأة. مع إصدار يناير 1978 (المجلد 3، عدد رقم 7)، غيرت المجلة اسمها إلى أخبار الفنانات النسائية، وذلك لزيادة عدد الصفحات وزيادة صلاحية النشر. بلغ تداول المجلة ما يقرب من 6000-7000 نسخة، ثم وصل عدد القراء في فترةٍ ما إلى 10,000 قاريء. شملت أسماء المساهمين على مدار فترة النشر جويس كوزلوف وليل بيكارد وميريام شابيرو وسيلفيا سلاي وجوان سنايدر ونانسي سبيرو وماي ستيفنز، جيت انتسب كثير منهم إلى الجمعية النسائية ومجلة هيرميس.

### سينثيا نافاريتا
كانت نافاريتا (من مواليد 1925) عضوًا مؤسسًا لتجمع النساء للفنون، وتحالف منظمات الفنون النسائية، ومنظمة المرأة والفنون عام 1972. قامت نافاريتا بالإضافة إلى تأسيس مجلة أخبار الفنانات النسوية، بتأليف كتاب «دليل الفن النسائي» (مطبعة الفنون عام 1979، شركة ميدمارش للنشر). قامت نافاريتا بتحرير العديد من مجلدات النساء في الفنون وحافظت على أرشيف كبير للفنانات في الولايات المتحدة منذ أواخر الستينات. يتضمن الأرشيف، الذي يضمه متحف سميثسونيان لأرشيف الفن الأمريكي، بيانات صحفية وإعلانات عن المعارض والأحداث وكتالوجات وملصقات وقصص صحفية تتعلق بالفنانات والمنظمات النسائية. شملت الصور بعض صور المنظمات النسائية والأحداث والفنانين بما في ذلك فيث رينغولد وسوزان شوالب ولوري سيمز وساري دينيس وجودي سيغيل وأودري فلاك ويونيو واين وآخرين.

## روابط خارجية
- Women Artists News, digital archive, 1 January 1978 - 1 January 1991 (68 issues), Independent Voices Open Access Collection, Charles Deering McCormick Library of Special Collections, Northwestern University.
- Cynthia Navaretta research files on women artists, circa 1975-2005, Smithsonian Archives of American Art.